# Dlouhá Třebová
Dlouhá Třebová è un comune della Repubblica Ceca facente parte del distretto di Ústí nad Orlicí, nella regione di Pardubice.